# Extended play
Ne doit pas être confondu avec Maxi 45 tours.
Pour les articles homonymes, voir EP et Extended Play (homonymie).

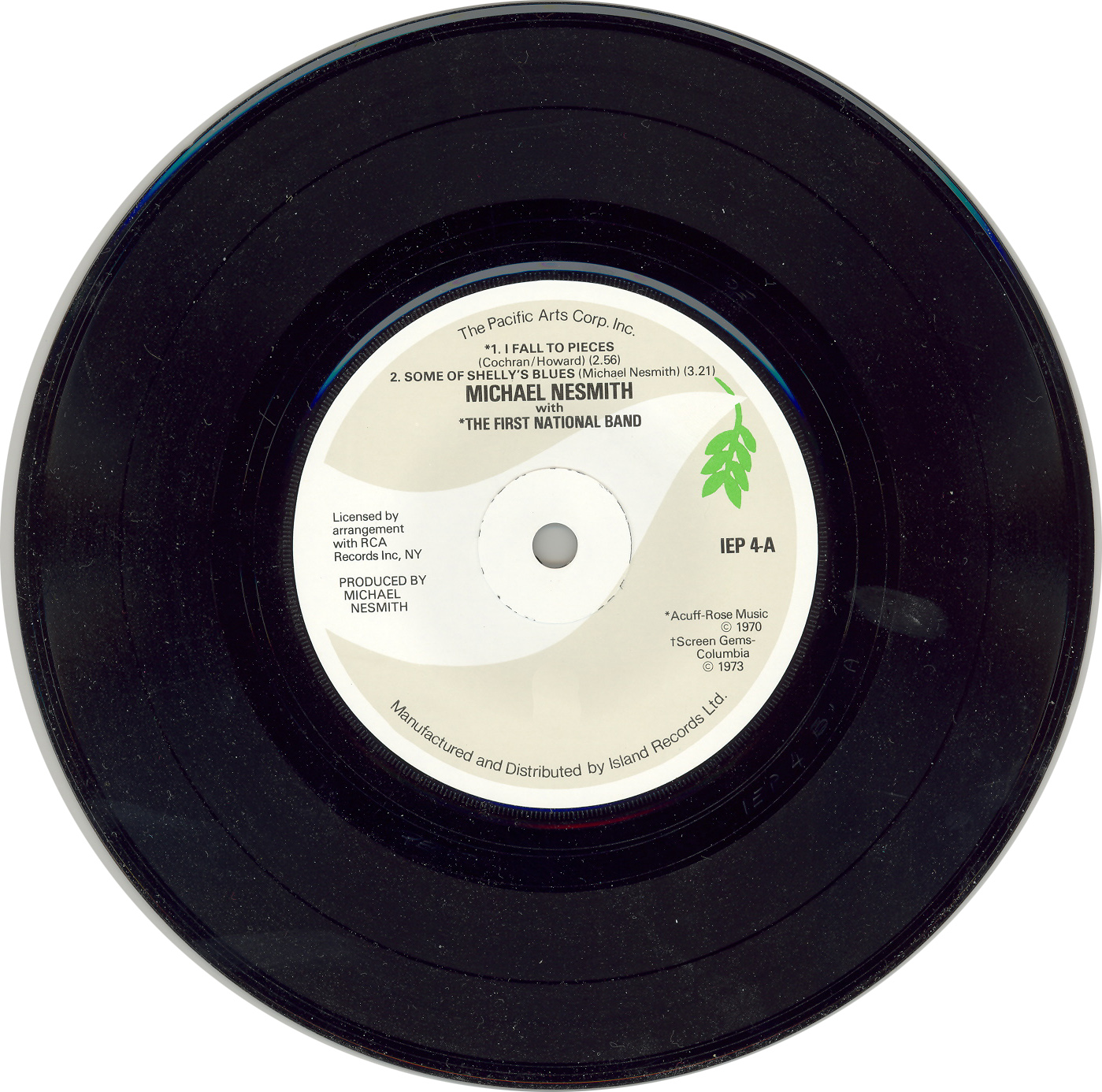
Vinyle extended play du morceau I Fall to Pieces de Michael Nesmith.

L'extended play, en abrégé EP, est un format musical apparu dans les années 1950 comportant plus de pistes que le single et moins de pistes que l'album,,. Il consiste alors en un disque microsillon (ou vinyle) de 17 cm de diamètre, contenant généralement quatre titres (contre deux pour les simples 45 tours réservés à la promotion en radio et aux juke-box). Son emploi se généralise en France jusqu'au début des années 1970 sous l'appellation de « super 45 tours » (à ne pas confondre avec le maxi 45 tours ou maxi).
Par extension, l'EP décrit, depuis les années 2000, des morceaux longue version distribués en parallèle de l'album original, même s'ils ne sont plus distribués sur un support vinyle.

## Terminologie
Le terme d'« extended play » est une expression de la langue anglaise qui signifie littéralement jeu prolongé ou morceau prolongé.
Le 45 tours EP (appelé en France super 45 tours) ne doit pas être confondu avec le maxi 45 tours (aussi appelé quarante-cinq tours grande plage ou grande-plage). Le maxi apparaît en 1977 et peut contenir plus de pistes ou des pistes plus longues que le format classique, et est utilisé dans les radios ou par les DJ en club.
| Vocable                     | Traduction littérale | Signification |
| --------------------------- | -------------------- | --- |
| Long play (LP) 12 pouces    | Longue durée         | Disque 30 cm 33 T de plus de 8 titres, initialement spécifique au format vinyle, terme repris pour désigner un album en format CD, dans les pays anglophones uniquement. |
| Mini album                  |                      | Disque 25 cm ou 30 cm 33 T, ou CD contenant entre 5 et 7 titres courts, 20 à 30 minutes de musique.                                                                      |
| Extended play (EP) 7 pouces | Durée étendue        | Disque 17 cm 45 T, généralement avec 4 titres (deux par face). |
| Single 7 pouces             | Seul, simple         | Disque 17 cm 45 T contenant un titre par face. Le single CD contient généralement deux morceaux.                                                                         |
| Maxi 45 T                   |                      | Disque 30 cm 45 T contenant un ou deux titres par face, rarement plus de cinq en tout.                                                                                   |
| Single 33 T ou maxi single  |                      | Comme le précédent mais en 33 T et avec un seul titre par face. |

## Histoire
Les premiers EP apparaissent presque dès l'avènement du disque microsillon (ou disque vinyle), au début des années 1950, le 31 juillet 1952,,,. Ils sont introduits dans l'industrie musicale par la firme américaine RCA Victor,,. Les premiers EP sont, comme les singles, des disques vinyles de 17,5 cm de diamètre (sept pouces, 45 tours) ; la durée d'écoute, plus courte que le format 33 tours 25 cm et 30 cm (abrégé en LP, format standard pour les albums), est généralement comprise entre dix et quinze minutes.
En général, un album contient au moins huit plages audio et dure de 30 à 60 minutes tandis qu'un single contient deux plages, pour une durée totale inférieure à dix minutes. Entre cinq et sept plages, on parle le plus souvent de mini-album.
Le terme EP est réapparu dans les années 2000 sur le support CD, avec une durée totale trop courte pour qu'il soit qualifié d'album.

### Utilisation
Le 45 tours EP comporte généralement quatre titres, soit deux par face. Ce format est utilisé principalement en France dans les années 1955 à 1970, sous l'appellation de « super 45 tours », tandis que dans des pays voisins comme le Royaume-Uni ou l'Allemagne, on utilise généralement le 45 tours SP ou « single », qui ne comporte qu'un titre par face, format qui s'est finalement imposé en France.
Le super 45 tours est vendu sous pochette cartonnée avec une photographie en couleurs, tandis que le single n'a qu'une pochette en papier avec un design minimaliste. Ce 45 tours et n'est généralement pas commercialisé, mais utilisé comme support de promotion pour les radios et les juke-box ; sa pochette s'enrichit à partir de 1969, lorsque le super 45 tours cesse d'être le format standard en France (les premiers à être commercialisés le sont vers 1966).
Le format EP n'a cependant pas complètement disparu, car il a été utilisé ultérieurement pour des collections de 45 tours de chansons originales pour enfants et de reprises de chansons traditionnelles. La plupart de ces disques comprennent parfois plus de quatre titres, sans pouvoir toutefois être considérés comme des albums, et possèdent une pochette cartonnée façon livre, avec à l'intérieur les paroles des chansons et les partitions.

### Format numérique
Format ré-utilisé actuellement dans la musique électronique (par exemple Richard David James qui, sous le pseudo AFX et Aphex Twin, publie régulièrement des EP au format 30 cm, dont les Analords une collection de onze EP), le format EP est aussi grandement utilisé dans le rap, comme l'EP La Source du groupe parisien 1995, Écrire contre l'oubli d'Assassin, TamTam de l'Afrique de IAM, ou encore The Slim Shady, un EP d'Eminem.
Dans le rock, certains groupes publient parfois un EP peu avant de publier un nouvel album (par exemple Every Teardrop Is a Waterfall du groupe Coldplay, Nil Recurring du groupe Porcupine Tree, ou encore ApeTizer du groupe Shaka Ponk). De nos jours, ces EP sont principalement publiés en format numérique (par exemple sur CD).